# Дворец Национального конгресса Аргентины
Дворец Национального конгресса Аргентины (исп. Palacio del Congreso de la Nación Argentina) — здание, где проходят заседания Национального конгресса Аргентины. Находится в столице Аргентины Буэнос-Айресе на Площади Конгресса.

## История

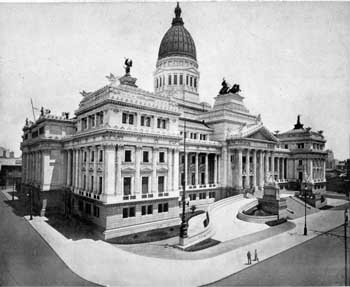
Дворец Конгресса (1910)

В 1862 году президент Аргентины Бартоломео Митре поручил архитектору Хонасу Ларгиа соорудить здание для Национального конгресса. Строительство было завершено в 1864 году. Здание находилось на Майской площади недалеко от дома правительства. С возведением здания Национального ипотечного банка (ныне Федеральная администрация государственных доходов) старый конгресс был частично снесен.
В 1882 года решено было построить новый, больший по размеру дворец конгресса. Для этого был выделен целый квартал. 1 декабря 1889 года земля под строительство была выкуплена у прежних собственников.
Законом № 3.187 от 20 ноября 1894 года на строительство было выделено 6 миллионов песо. 20 февраля 1895 года объявлен международный конкурс проектов Дворца. Было подано 28 архитектурных проектов от художников из Франции, Италии, Австрии, Уругвая, Аргентины, Норвегии. 8 января 1896 года объявлено о победе итальянца Витторио Меано. 31 июля 1897 года с помощью конкурса был определён застройщик — компания «Pablo Besana y Cía». Смета работ составила 5 776 745 песо.
Работы начались в 1897 году, в них приняли участие около тысячи рабочих. 1 июля 1904 года Меано убили, поэтому продолжение проекта поручили бельгийскому архитектору Жюлю Дормалю.
Дворец Конгресса был открыт 12 мая 1906 года, хотя строительные и отделочные работы продолжались еще много лет. В 1914 году расходы на строительство составили 31,4 миллиона песо. Иллюминацию купола установили в 1930 году. Окончательно строительство было завершено в 1946 года с окончанием облицовки ротонды.

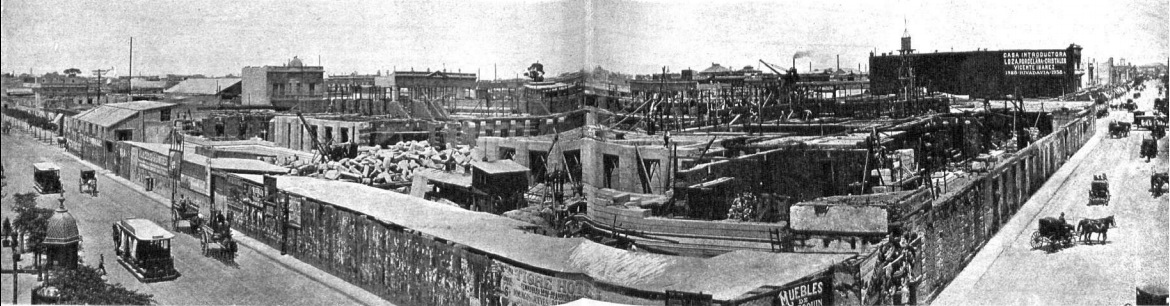
Сооружение Дворца (1898)

## Описание
Дворец Национального конгресса Аргентины выполнен в стиле неоклассицизма. Характерной особенностью здания является купол, который достигает 80 метров высоты. Сначала купол был покрыт медью, которая со временем получила зеленоватый оттенок. Купол венчает корона с химерами.
Парадный вход во Дворец находится на ул. Энтре-Риос. Его украшают две мраморные кариатиды и шесть колонн коринфского ордера, которые держат треугольный фронтон. Вход в Палату депутатов расположен по ул. Ривадавия, а до Сената — по ул. Иригоена. Еще две двери выходят на улицу пососи.
По сторонам от парадной лестницы находились группы скульптур, символизировавшие Свободу, Прогресс, Мир и Справедливость, но эти обнаженные фигуры были раскритикованы и убраны в 1916 году. На лестнице сейчас находятся фигуры четырех крылатых львов и четыре кованые фонари.
По краям фронтона расположены скульптуры крылатых львов, а на его вершине — герб Аргентины. За фронтоном находится украшенная орнаментами платформа, на которой можно увидеть квадригу из бронзы высотой 8 метров и весом 20 тонн, автором которой является скульптор Виктор де Поль. Колесницу везут 4 лошади, которые символизируют триумф республики.
|  |  |  |  |

Важнейшие части Дворца Конгресса:
- Зал заседаний Палаты депутатов — амфитеатр диаметром 26 м с тремя этажами галерей: первый для специальных гостей, другие для широкой публики
- Кулуары
- Синий зал — восьмиугольное помещение, которое находится под куполом
- Холл, который используется во время государственных визитов
- Библиотека Конгресса, которая содержит более миллиона томов
- Розовый зал, который используется для собрания Сената
- Зал заседаний Сената — амфитеатр с двумя этажами галерей